# Sous-secrétaire d'État parlementaire aux Retraites
Le sous-secrétaire d'État parlementaire aux Retraites en anglais : Parliamentary Under-Secretary of State for Pensions est un poste subalterne au Département du Travail et des Retraites du gouvernement britannique.
Il est actuellement détenu par le Membre du Parlement Torsten Bell, qui a pris ses fonctions le 14 janvier 2025.

## Liste des sous-secrétaires d'État parlementaire
| Nom                                                                            | Nom                                                | Portrait                                           | Mandat                                             | Mandat                                             | Parti politique                                    | Premier ministre                                   | Notes                                              |
| Sous-secrétaire d'État parlementaire aux Retraites                             | Sous-secrétaire d'État parlementaire aux Retraites | Sous-secrétaire d'État parlementaire aux Retraites | Sous-secrétaire d'État parlementaire aux Retraites | Sous-secrétaire d'État parlementaire aux Retraites | Sous-secrétaire d'État parlementaire aux Retraites | Sous-secrétaire d'État parlementaire aux Retraites | Sous-secrétaire d'État parlementaire aux Retraites |
| ------------------------------------------------------------------------------ | -------------------------------------------------- | -------------------------------------------------- | -------------------------------------------------- | -------------------------------------------------- | -------------------------------------------------- | -------------------------------------------------- | -------------------------------------------------- |
|                                                                                | Harrington de Watford MP pour Watford              |                                                    | 17 juillet 2016                                    | 14 juin 2017                                       | Conservateur                                       | Theresa May                                        |                                                    |
| Sous-secrétaire d'État parlementaire aux Retraites et à l'Inclusion financière |                                                    |                                                    |                                                    |                                                    |                                                    |                                                    |                                                    |
|                                                                                | Guy Opperman MP pour Hexham                        |                                                    | 14 juin 2017                                       | 8 septembre 2022                                   | Conservateur                                       | Theresa May Boris Johnson                          |                                                    |
| Sous-secrétaire d'État parlementaire aux Retraites et à la Croissance          |                                                    |                                                    |                                                    |                                                    |                                                    |                                                    |                                                    |
|                                                                                | Alex Burghart MP pour Brentwood and Ongar          |                                                    | 20 septembre 2022                                  | 27 octobre 2022                                    | Conservateur                                       | Liz Truss                                          |                                                    |
| Sous-secrétaire d'État parlementaire aux Retraites                             |                                                    |                                                    |                                                    |                                                    |                                                    |                                                    |                                                    |
|                                                                                | Laura Trott MP pour Sevenoaks                      |                                                    | 27 octobre 2022                                    | 13 novembre 2023                                   | Conservateur                                       | Rishi Sunak                                        |                                                    |
|                                                                                | Paul Maynard MP pour Blackpool Nord et Cleveleys   |                                                    | 13 novembre 2023                                   | 5 juillet 2024                                     | Conservateur                                       | Rishi Sunak                                        |                                                    |
|                                                                                | Emma Reynolds MP pour Wycombe                      |                                                    | 9 juillet 2024                                     | 14 janvier 2025                                    | Travailliste                                       | Keir Starmer                                       |                                                    |
|                                                                                | Torsten Bell MP pour Swansea West                  |                                                    | 14 janvier 2025                                    | en cours                                           | Travailliste                                       | Keir Starmer                                       |                                                    |